# Курамагомедов Іса Асадулович
Іса Асадулович Курамагомедов (1960—2020) — голова Гостомельського осередку Української Спілки ветеранів Афганістану, учасник війни в Афганістані.

## Життєпис
Народився в 8 липня 1960 в місті Лаґодехі, Грузія.
Брав участь у війні в Афганістані.
З початком російсько-української війни активно допомагав збройним силам України. Очолював робочу групу УСВА з питань звільнення військовополонених і розшуку зниклих безвісти на Сході України. Його зусиллями були звільнені 10 полонених і повернуті 40 тіл загиблих.
Помер 27 грудня 2020 року.

## Нагороди
- Медаль «За відвагу».
- Медалі УСВА «За заслуги» 2-го і 3-го ступеня,
- Медаль УСВА «За звитягу».
- Медаль УСВА «Честь. Мужність. Пам'ять».
- Відзнака президента України «За гуманітарну участь в антитерористичній операцій».
- Громадський орден «Єдність та Воля»[3].